# Carl Seber
Carl Seber (* 19. Januar 1883 in Trier; † 12. November 1945 in Berlin) war ein deutscher Offizier der Luftwaffe der Wehrmacht.

## Leben
Carl Seber trat 1903 in die Armee ein und wurde während des Ersten Weltkriegs Luftwaffenoffizier.
1915 war er als Hauptmann Führer der Feldflieger-Abteilung 23 (FFA 23), wo er ab Oktober 1914 eingesetzt war. In dieser Position erhielt er das Ritterkreuz des St. Heinrichs-Ordens. Ende Oktober 1915 besuchte Prinz August von Preußen die FFA 23. Bei diesem Besuch wurde Seber vom Prinzen mit dem Braunschweigischen Kriegsverdienstkreuz ausgezeichnet.
Während des finnischen Bürgerkriegs war er von April 1918 bis Dezember 1918 Chef der Luftstreitkräfte Finnlands als Vertreter des schwedischen Kapitäns John-Allan Hügerth. Später war er bis 1920 Berater der Luftwaffen für das finnische Verteidigungsministerium. Anschließend lebte er bis 1934 als Landwirt in Pohja Dragontorp.
Er kehrte nach Deutschland zurück und stieg im Reichsluftfahrtministerium bis zum Oberst auf. Hier war er für die Flughäfen verantwortlich. Von 1936 bis 1940 war er Mitarbeiter im Amt Ausland/Abwehr des OKW, erst im Amt Abwehr III, ab 1937 im Referat Abwehr I-Luft. Am 1. September 1940 wurde er als E-Offizier zum Oberst befördert. Von 1941 bis Juli 1944 war er Stadtkommandant in Helsinki und Mitarbeiter der Kriegsorganisation Finnland im Amt Ausland/Abwehr. Ab 15. Oktober 1942 war er als regulären Offizier in der Wehrmacht eingesetzt. Im Januar 1945 ging er in den Ruhestand.
Am 15. Juli 1945 wurde er in seiner Wohnung in Berlin vom sowjetischen Geheimdienst SMERSCH verhaftet. Am 11. Oktober 1945 wurde nach Art. 58-2 StGB des RSFSR wegen Kriegsverbrechen vom SMT der Garnison Berlin in Berlin-Lichtenberg zum Tode durch Erschießen verurteilt. Zur Begründung heißt es, dass er als deutscher Abwehrmitarbeiter in Finnland Spionagetätigkeiten gegen die Sowjetunion verrichtete. Am 12. November 1945 wurde er vermutlich in Berlin hingerichtet. Am 29. April 1999 wurde er durch die Hauptmilitärstaatsanwaltschaft der Russischen Föderation (Glawnaja Wojennaja Prokuratura – GWP) rehabilitiert.